# The Busker
The Busker es una banda de música maltesa, fundada en 2012. La banda está formada por David "Dav. Jr" Grech, Jean Paul Borg y Sean Meachen. En 2023 fueron seleccionados como representantes de Malta en el Festival de la Canción de Eurovisión con la canción "Dance (Our Own Party)".

## Carrera
The Busker se formó en octubre de 2012 como un dúo formado por el cantante y guitarrista Dario Genovese y el percusionista Jean Paul Borg. Dos años más tarde, se sumaron el bajista y teclista David Grech y el saxofonista Sean Meachen. El grupo se inspiró en bandas pop de la década de 1960 como The Beatles y The Beach Boys. En sus inicios, comenzaron a publicar covers y música original en YouTube, y su álbum debut, "Telegram", fue lanzado en 2017, seguido de "Ladies and Gentlemen" al año siguiente. Genovese dejó el grupo en 2021.
En noviembre de 2022, The Busker fue confirmado como uno de los 40 participantes del Malta Eurovision Song Contest 2023, un festival utilizado para seleccionar al representante de Malta en el Festival de la Canción de Eurovisión. Su canción, "Dance (Our Own Party)", se presentó junto con todas las demás al mes siguiente. Después de clasificarse primero en los cuartos de final y luego en las semifinales del concurso, el 11 de febrero de 2023, The Busker actuó en la final, donde la combinación de puntos otorgados entre los jueces y el televoto los eligieron como los ganadores entre los 16 restantes. De este modo, se convirtieron en los representantes de Malta en el Festival de la Canción de Eurovisión 2023, celebrado en Liverpool.

## Miembros
Actuales
- David "Dav. Jr" Grech - voz, bajo, teclados
- Jean Paul Borg – batería
- Sean Meachen - saxofón

Anteriores
- Dario Genovese - voz, guitarra

## Discografía

### Álbumes de estudio
- 2017 – Telegram
- 2018 – Ladies and Gentlemen

### EP
- 2021 – X

### Sencillos
- 2020 – Just a Little Bit More (con Matthew James)
- 2021 – Don't You Tell Me What to Feel (con Raquela DG)
- 2021 – Loose
- 2021 – Nothing More
- 2022 – Miracle
- 2023 – Dance (Our Own Party)